# América precolombina
Se conoce como América precolombina o América prehispánica al continente americano antes del establecimiento del dominio político y cultural de los europeos sobre las civilizaciones, pueblos y tribus oriundas de lo que antes se conocía como las «Indias Occidentales» (América) ocurrido a partir del siglo XVI. Esta época comprende miles de años y sucesos tan relevantes como las primeras migraciones humanas desde Asia a través de Beringia y la revolución neolítica.

## Alcance y uso de los términos «prehispánico», «precolombino» y «precabralino»
A pesar de que la fecha de la llegada de Cristóbal Colón a América es en 1492, el adjetivo «precolombino» suele englobar la historia de todos aquellos pueblos autóctonos antes de que se hiciera notable la influencia europea, aunque esto ocurriera décadas o siglos después (dependiendo del lugar) del primer desembarco de Colón. Por ser los españoles los primeros europeos en ejercer su influencia en el continente y también por ser los que conquistaron más porcentaje de su superficie, en el mundo hispano es común usar también, por extensión, el adjetivo «prehispánico». En la historiografía en portugués en ocasiones se utiliza el vocablo «precabralino» en alusión a Pedro Álvares Cabral, quien descubrió Brasil.

## Teorías del poblamiento de América

### Hipótesis masivas
En general, existe un acuerdo de los espacios de investigación especializados en torno a que los amerindios descienden de los grupos humanos que pasaron de Asia al Nuevo Mundo a través del puente de Beringia. Si bien nunca existió consenso al respecto, durante mucho tiempo la hipótesis más aceptada fue la llamada teoría del poblamiento tardío. De acuerdo con esta hipótesis, los amerindios son descendientes de los grupos siberianos que pasaron a América aproximadamente 13 500 años antes del presente (AP). Esta hipótesis se sostiene en el descubrimiento de la cultura clovis, que se asoció con la más antigua presencia humana en América, cuyo estilo de vida pudo haber estado apoyado en el aprovechamiento de la megafauna —por ejemplo, Mammuthus columbii—, aunque ésta fue insostenible cuando estos animales se extinguieron alrededor del año 9000 AP.
Otros puntos de vista y algunas investigaciones en todo el continente llevaron a un grupo de investigadores a proponer que el poblamiento de América inició varios milenios antes de la glaciación de Wisconsin. El descubrimiento de materiales arqueológicos encontrados en diversos puntos de América —dentro o al sur del área de difusión de la cultura clovis— fechados por radiocarbono en una época anterior a la glaciación han sido consideradas dudosos o al menos, controversiales por los defensores de la teoría del poblamiento tardío.
Las nuevas teorías sobre un poblamiento temprano se han recombinado con las teorías existentes que afirman la existencia de múltiples corrientes migratorias de poblamiento a través de Alaska y del océano Pacífico (Paul Rivet), desde Australia, usando un puente similar al de Beringia, pero en la zona antártica, e ingresando por Sudamérica.
Durante la transición Pleistoceno-Holoceno (ca. 13–8.5 AP) las condiciones climáticas y ambientales fueron muy profundas, provocando cambios en los niveles del mar acompañados con breves, pero trágicos, episodios de expansiones glaciares (episodio de Enfriamiento Reverso Antártico). Este evento se ha registrado en diferentes sectores de Patagonia, Andes centrales, Amazonía y puna de Atacama, sugiriendo un panorama paleoambiental con marcadas diferencias en la disponibilidad de espacios y recursos entre ambos hemisferios. El máximo avance de la última gran glaciación del Pleistoceno final produjo que América del Sur tuviera mayor cantidad de terrenos emergidos de la superficie marina, lo que permite una mayor variabilidad ambiental y menor incidencia de la glaciación en Sudamérica respecto de Norteamérica.
En América del Sur la glaciación de montaña, limitada al sector andino, produjo un efecto menos severo que el registrado en América del Norte donde los dos grandes mantos de hielo (Lauréntico y Cordillerano) cubrieron todo el actual territorio de Canadá. Esta gran diferencia de extensión y volumen de los glaciares produjo más territorios disponibles para la ocupación humana y fue lo que pudo favorecer un poblamiento más fluido en el sur. Esto puede implicar una alternativa frente al fuerte peso teórico y empírico que tienen los modelos de migración continentales y circumpacífico: el modelo de las adaptaciones costeras/acuáticas que plantea la fachada atlántica como una posible y factible vía de ingreso y dispersión, siendo una herramienta teórica viable para reevaluar las proposiciones sobre la colonización de América del Sur.
Otra hipótesis de poblamiento temprano que de momento carece de pruebas suficientes, señala el posible arribo, por vía marítima, de gentes europeas portadoras de la cultura solutrense, que habrían aprovechado para sustentarse en el trayecto la abundancia de focas y otros mamíferos marinos en el borde del casquete glacial Ártico. Según sus proponentes, esta hipótesis explicaría la presencia del haplogrupo X en el ADN mitocondrial de algunos grupos indígenas, además del parecido con ciertas técnicas americanas para la fabricación de utensilios líticos.
Recientes investigaciones basadas en la secuenciación del genoma de un individuo que habitó en Siberia hace unos 24 000 años revelan su similitud genética con las poblaciones nativas americanas así como con euroasiáticas lo que parece indicar que diversos grupos de humanos provenientes del oeste de Asia migrarían hacia América cruzando el estrecho de Bering mezclándose con individuos del este asiático.
Este hecho puede explicar la presencia de características típicas de individuos euroasiáticos en las poblaciones nativas americanas que no se corresponden con las de pobladores del este asiático como pueden ser la morfología del cráneo o el haplotipo mitocondrial X.

### Algunas conclusiones

Evolución del puente de Beringia

A pesar de lo álgido del debate científico sobre el poblamiento de América, existen en cambio algunas conclusiones que se pueden aventurar: 
1. Es altamente probable que el hombre americano primitivo proceda del continente asiático, especialmente de las estepas siberianas o de la región del Sudeste asiático. Las semejanzas entre grupos poblacionales asiáticos de esas regiones y los aborígenes americanos ha sido objeto de análisis: genética, etnología, lingüística, cosmología y de otros tipos, que han permitido un enlace, aunque también se han detectado notables diferencias en algunos grupos indígenas sudamericanos que podrían sugerir un origen melanésico o australiano anterior.[8]
2. Es probable que la dirección general de poblamiento del continente se haya producido de Norte a Sur. De todos modos el hecho de que las dataciones de máxima antigüedad que cuentan con consenso de la comunidad científica, Clovis (EE. UU., 12 900-13 500 AP) y Monte Verde (Chile, 14 800 AP)[9] se encuentren casi simultáneamente en América del Norte y en el extremo sur de América del Sur impide sacar una conclusión definitiva sobre este punto (a menos que se suponga que un grupo quizá reducido de pobladores anteriores hayan llegado a América también desde el Norte).
3. Las culturas prehistóricas y las civilizaciones de América se desarrollaron de manera aislada al resto del planeta.
4. La revolución neolítica americana es original y carece de toda relación con la que se produjo en la Mesopotamia asiática.
5. Dejando a un lado las migraciones de los pueblos de habla Na Dene (Atapascanos) y los Inuit (Esquimales), no hay pruebas serias de la llegada a América de seres humanos después de que se cerrara el puente de Beringia hace once mil años (Scott A. Elias[10]). Tampoco hay respaldo para pensar que después de esta fecha los pueblos americanos tuvieron contactos significativos con hombres de otros continentes. Ciertamente, se sabe que en 982 los vikingos comenzaron la exploración de Groenlandia, y se han hallado un par de pequeños asentamientos suyos en la península del Labrador (Canadá), pero su penetración en el continente no fue significativa. En efecto, ni con su expedición se estaba poniendo a prueba una teoría sobre la forma de la Tierra, ni su arribo dio lugar a un contacto permanente o a un intercambio continuo, con influencias duraderas sobre las poblaciones indias, ni tampoco fue un suceso ampliamente conocido en Europa, que diera noticia de la existencia de nuevas tierras. Otras hipótesis como la llegada de los fenicios, egipcios, griegos, chinos y japoneses, gracias a sus habilidades marítimas, son meras especulaciones de difícil (y probablemente, imposible) demostración. Una probable excepción a esto sería el posible arribo de navegantes polinesios a Sudamérica, llevando consigo la gallina doméstica y adoptando de las poblaciones americanas el cultivo de la batata; Menos evidencia existe aún de una eventual presencia de americanos en los demás continentes.

### Evidencias más antiguas
Las evidencias más antiguas de presencia humana en América pueden ser ubicadas en el cuadro que se muestra a continuación. Debe tenerse en cuenta que muchas de estas fechas están discutidas en la comunidad científica y carecen de consenso.
| Datación                    | Sitio arqueológico                                                               | Descripción |
| --------------------------- | -------------------------------------------------------------------------------- | --- |
| Entre 37 000 y 50 000 años. | Topper (Carolina del Sur, Estados Unidos)                                        | En 2004, Albert Goodyear de la Universidad de Carolina del Sur, que trabaja en el sitio desde 1980, anunció dataciones con carbono-14 de presencia humana en el lugar de entre 50 000 años a. C. y 37 000 años a. C. Goodyear ha realizado sus investigaciones a partir de un grupo de objetos que afirma son herramientas de piedra primitivas. Otros arqueólogos han cuestionado las afirmaciones de Goodyear sosteniendo que las dataciones son inexactas y que los objetos no constituyen herramientas primitivas sino simples piedras naturales. |
| Entre 32 000 y 48 000 años. | Pedra Furada (Piauí, Brasil)                                                     | Yacimiento arqueológico y pinturas rupestres en Monte Alegre do Piauí, al este de Piauí, descubierto en 1973 por un equipo franco-brasileño bajo la dirección de Niède Guidon, donde se ha registrado una presencia humana tan antigua que cuestiona las teorías sobre la llegada de la humanidad a América. Hallazgo de Niède Guidon en 1986 (Nature, Guidon and Delibrias 1986), dataciones de entre 48 000 y 32 000 años. |
| Entre 19 000 y 20 000 años. | Cueva de Piquimachay (Ayacucho, Peru)                                            | A fines de la década de 1960, el arqueólogo estadounidense Richard MacNeish de la Universidad de Calgary montó un proyecto arqueológico-botánico en zonas del departamento de Ayacucho, que dio como resultado el descubrimiento de más de 500 yacimientos de todas las épocas. MacNeish encontró artefactos líticos de presunta fabricación humana, junto con restos óseos de animales ya extinguidos, cuya antigüedad calculó en 20 000 a. C., considerándolas como las evidencias más antiguas de presencia humana en el antiguo Perú, del Periodo Arcaico andino. |
| Entre 16 000 y 19 000 años. | Cavernas de Meadocroft (Pensilvania, Estados Unidos)                             | El sitio fue excavado desde 1973 hasta 1978 por un equipo de la Universidad de Pittsburgh dirigido por James M. Adovasio. Fechamientos con carbono-14 indican una ocupación humana 16 000 años a. d. p. y posiblemente hasta 19 000 años a. d. p. Estas dataciones han sido cuestionadas por otros científicos suponiendo una posible contaminación del carbón. Si bien las fechas siguen siendo cuestionadas, muchos arqueólogos acuerdan que Meadowcroft fue utilizada por indígenas americanos en la era preclovis, y como tal provee evidencia de un poblamiento temprano de América. |
| Entre 10 000 y 14 500 años. | Cavernas de Tulum, Mujer de Las Palmas, Joven de Chan Hol (Quintana Roo, México) | Descubrimientos subacuáticos en los ríos subterráneos o cuencas criptorréicas de Tulum, en la península de Yucatán, de cuatro osamentas, entre 1997 y 2006, por Jim Coke (EE. UU), Gari Walten(EE. UU), Steve Gerrard(EE. UU) y lo último por Alex y Thorsten (ALE). Las osamentas se encuentran en muy buen estado de conservación. El esqueleto más antiguo, fechado por radiocarbono 14, fue encontrado en la cueva de Naharon, con una antigüedad detectada de 14 500 años adP las investigaciones se han realizado y publicado por el Instituto Nacional de Antropología e Historia. |
| Hace 13 000 años.           | Piedra Museo (Provincia de Santa Cruz, Argentina)                                | Descubierto a principios del siglo XX, por Florentino Ameghino, a 250 km de Pico Truncado (provincia de Santa Cruz). Excavado en 1995 por Laura Miotti (Universidad Nacional de La Plata). Las muestras analizadas establecieron la antigüedad de los restos humanos encontrados en él en 13 000 años a. d. p. (11 000 a. C.). |
| Entre 12 900 y 13 500 años. | Cultura de Clovis (Nuevo México, Estados Unidos)                                 | El yacimiento fue encontrado por primera vez por el joven de 19 años Ridgely Whiteman en 1929. En 1932, una excavación realizada por un equipo dirigido por Edgar Billings Howard de la Universidad de Pensilvania confirmó que se trataba de un asentamiento indígena durante el Pleistoceno. Al ser descubierta la datación por carbono-14 en 1949, el método fue aplicado en los yacimientos de Clovis, resultando en antigüedades que oscilaban entre el año 13 500 a. d. p. y 12 900 a. d. p. Otros yacimientos arqueológicos compatibles y cercanos han llevado a concluir que se trataba de una cultura distinguible.                                                                                          |
| Entre 14 800 y 33 000 años. | Monte Verde (Chile)                                                              | El sitio ha sido excavado desde 1977 por el arqueólogo estadounidense Tom Dillehay de la Universidad de Kentucky (EE. UU.) y el geólogo chileno Mario Pino de la Universidad Austral de Chile. En las primeras excavaciones se dataron fechas de presencia humana con una antigüedad de 12 500 a. C.; esta datación ha sido confirmada por un panel de científicos internacionales que visitó el sitio en 1997 (Museo de Dallas y National Geographic) y por la Asociación Estadounidense para el Avance de la Ciencia en 1998. |
| Hace 12 000 años.           | El Abra (Colombia)                                                               | Excavaciones desde 1967, cuando se obtuvo por primera vez en Colombia una secuencia estratificada de instrumentos líticos, asociados con huesos de animales y fragmentos de carbón vegetal, datados mediante C14 en 12 400 años ± 160 a. d. p. A partir de 1969, se realizaron excavaciones más amplias con la colaboración de la Universidad de Indiana y en 1970 con el patrocino de la Fundación Neerlandesa de Estudios Tropicales (Wotro) y el apoyo del Instituto Colombiano de Antropología, fueron localizados en la región otros 4 sitios precerámicos estratificados. Sedimentos lacustres depositados han permitido precisas reconstrucciones del clima y la vegetación basados en estudios palinológicos. |

## Periodos prehistóricos americanos
La Prehistoria americana comienza desde el momento en el cual los primeros pueblos procedentes de las estepas siberianas cruzaron hacia Alaska hace 40 000 años aproximadamente hasta el desarrollo de las civilizaciones americanas en el siglo III. Todo ese tiempo, que corresponde en la prehistoria universal al Paleolítico, Mesolítico, Neolítico y la Edad de los Metales, se divide en tres periodos: paleoíndio, arcaico y formativo.

### Paleoíndio

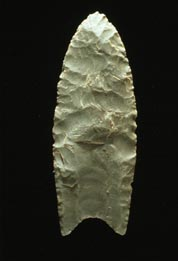
Punta Clovis

El período paleoíndio es la era más larga de la prehistoria americana. Parte desde el advenimiento de los primeros pueblos asiáticos al cruzar el Puente de Beringia hace entre 20 000 a 40 000 años hasta hace 10 000 años con el descubrimiento de la Agricultura en Mesoamérica. Esta teoría es materia de polémica e intenso estudio, porque, como ya se mencionó, yacimientos de más de 15 000 años de antigüedad no se han determinado con certeza ni siquiera en otros continentes. De acuerdo al avance de los estudios, no se puede decir con certeza qué bloque americano fue poblado primero, de acuerdo a las evidencias de yacimientos tan antiguos tanto en Mesoamérica como en Suramérica. La mayor certeza en cambio acerca del período paleoíndio, lo constituye la llamada Cultura Clovis. Si bien hasta mediados del siglo XX fue considerada la más antigua de las culturas americanas con dataciones de más de 13 000 años (hacia el fin de la última glaciación), las excavaciones realizadas a partir de la segunda mitad del siglo han revelado la existencia de culturas más antiguas (Pre-clovis). Pero aun así, la Cultura Clovis permanece aquella de la cual se posee más información. Característica de dicha cultura es la punta de las lanzas líticas denominada punta clovis y que para los expertos posee un grado de belleza y perfección no habitual en épocas prehistóricas. La abundancia de puntas clovis con restos de mamuts lleva a la conclusión que este era el animal de caza de dicho pueblo paleoíndio y ello les ha puesto en algunas ocasiones en sospecha de ser los causantes de la extinción de dicho animal, hipótesis no confirmada. En general, es aprobada la idea que los pueblos del paleoíndio eran cazadores, recolectores y nómadas y que en este tiempo se dieron los mayores desplazamientos humanos en el continente.

### Período arcaico
El período arcaico de América comenzó hace aproximadamente 10 000 años (8000 a. C.) con los inicios del Holoceno, es decir, cuando terminaron las glaciaciones y duró hasta el surgimiento de la civilización olmeca que se calcula hacia el 1500 a. C. El intenso frío comenzó a ceder. Lentamente, las temperaturas medias ascendieron y el clima se volvió algo más benigno, se modificó la orientación de los vientos y cambió el régimen de precipitaciones. En algunas zonas se fue pasando de condiciones más húmedas a una mayor sequedad; en otras, ocurrió lo contrario. Los grandes glaciares que en América del Sur sólo afectaron a las altas cumbres andinas y al extremo meridional de la Patagonia, comenzaron a derretirse, iniciando un lento retroceso. Las aguas de deshielo corrieron hacia los mares, cuyo nivel subió anegando las tierras más bajas en tanto la superficie de los océanos se extendía. La gran protagonista de este período es la agricultura, que en América surge en tiempos similares al resto del planeta, es decir, antes del 6000 a. C. Alimentos fósiles de maíz, calabaza, patatas, animales domésticos y otros han sido encontrados en Mesoamérica y Suramérica con dataciones de hasta hace 10 000 años. Con el descubrimiento de la agricultura, los pobladores americanos comienzan el proceso de asentamiento definitivo y pasan del nomadismo milenario al sedentarismo, lo que les abre la vía al desarrollo de culturas más elaboradas que terminaran con el surgimiento de la primera más grande civilización del continente: la Caral, en Perú. El asentamiento generado por la agricultura trajo como consecuencia el surgimiento de las primeras poblaciones y del concepto de ciudad y hacia el final de este período tiene lugar el surgimiento de la primera ciudad americana en sentido estricto: Sechín Bajo y Caral-Supe con dataciones que la sitúan en el 2627 a. C., es decir, casi a la par con las ciudades mesopotámicas, egipcias, indostánicas y chinas.

### Período formativo

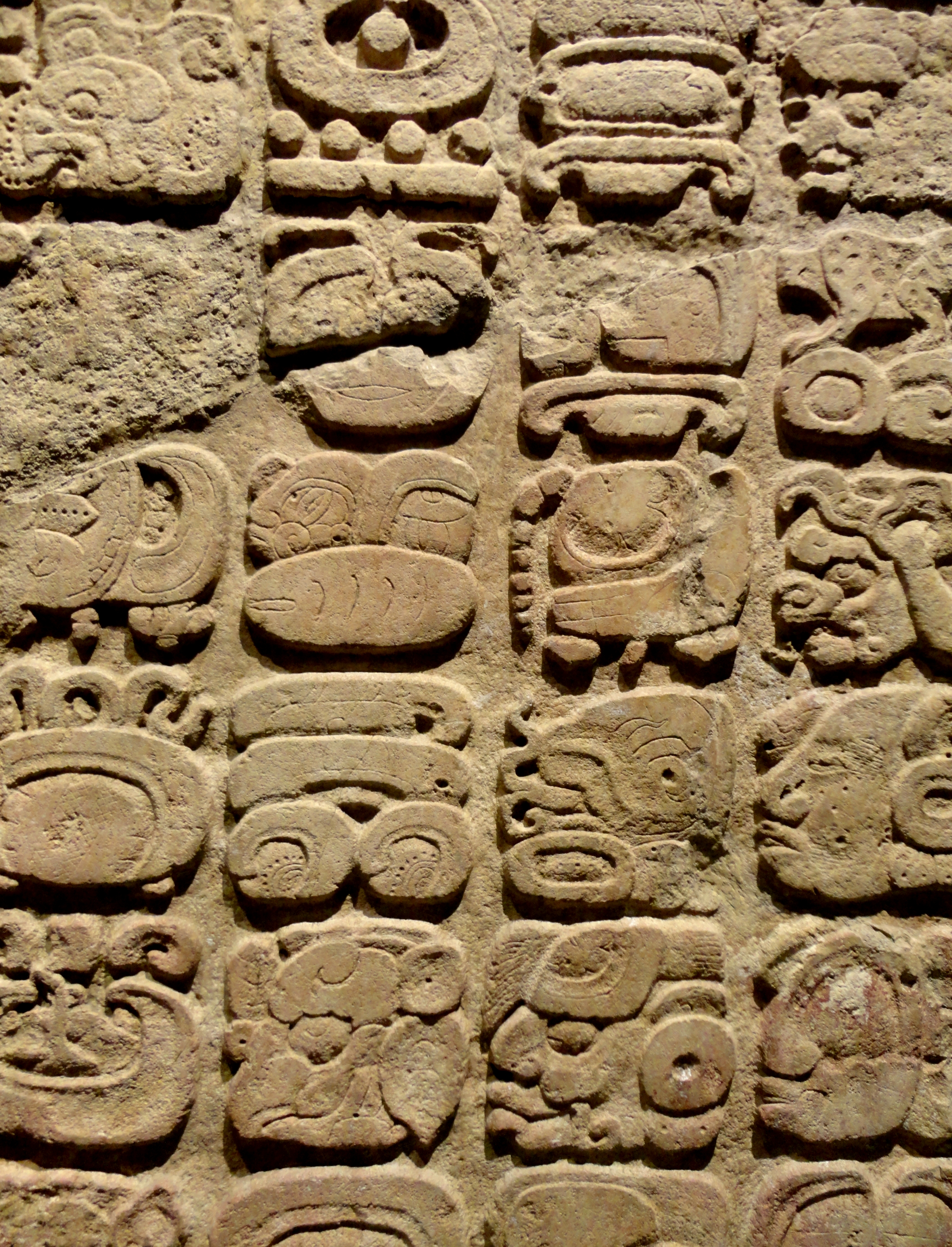
Ejemplo de escritura maya: glifo

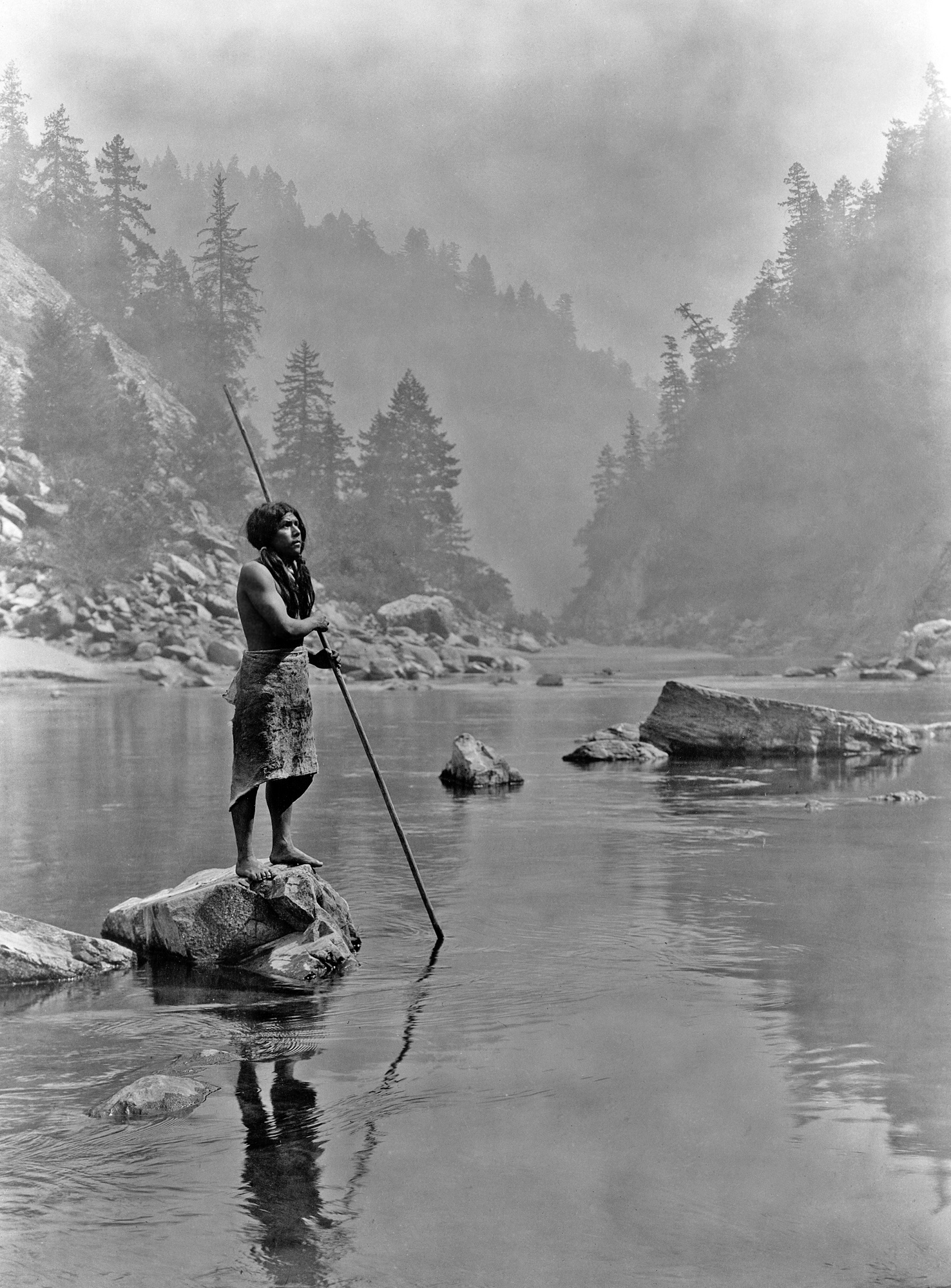
Indígena hupa.

El período formativo comienza con el desarrollo de los olmecas en Mesoamérica, a la que se atribuyen ofrendas masivas de arena de diferentes colores y así como cabezas monumentales de piedra en San Lorenzo Tenochtitlán y Tres Zapotes, ambos sitios al Sur del Estado de Veracruz. Siglos más tarde los Olmecas tienen un segundo apogeo, centrado en el sitio de La Venta, Tabasco, que no obstante resulta simultáneo a los más antiguos estratos de Izapa (Chiapas), y desde donde su influencia cultural irradia hacia el Altiplano central mexicano y hasta los actuales Estados de Morelos y Guerrero.
También aparecen entonces las primeras sociedades jerarquizadas con formas de gobierno relativamente complejas; en Sudamérica la cultura Chavín tiene un itinerario semejante, llegando a proyectar su influencia cultural sobre extensos territorios y edificando importantes centros urbanos en torno a santuarios dedicados al dios Jaguar. Es el preludio del período de las grandes civilizaciones, que en Mesoamérica inicia con la construcción del centro urbano de Teotihuacán (150-700 d. C.) (aunque en Sudamérica el sitio ya mencionado de Caral da un referente muy anterior).
Más tarde aparecen las primeras formas de escritura como la de los antiguos zapotecos y mayas, aunque ya hay posibles antecedentes olmecas. Otras culturas reseñables son las de los anasazis y sus similares (Arizona), así como los constructores de Montículos de Norteamérica. La existencia de grandes áreas de terra preta sugiere también la presencia de una extensa civilización amazónica.

## Culturas de la América precolombina

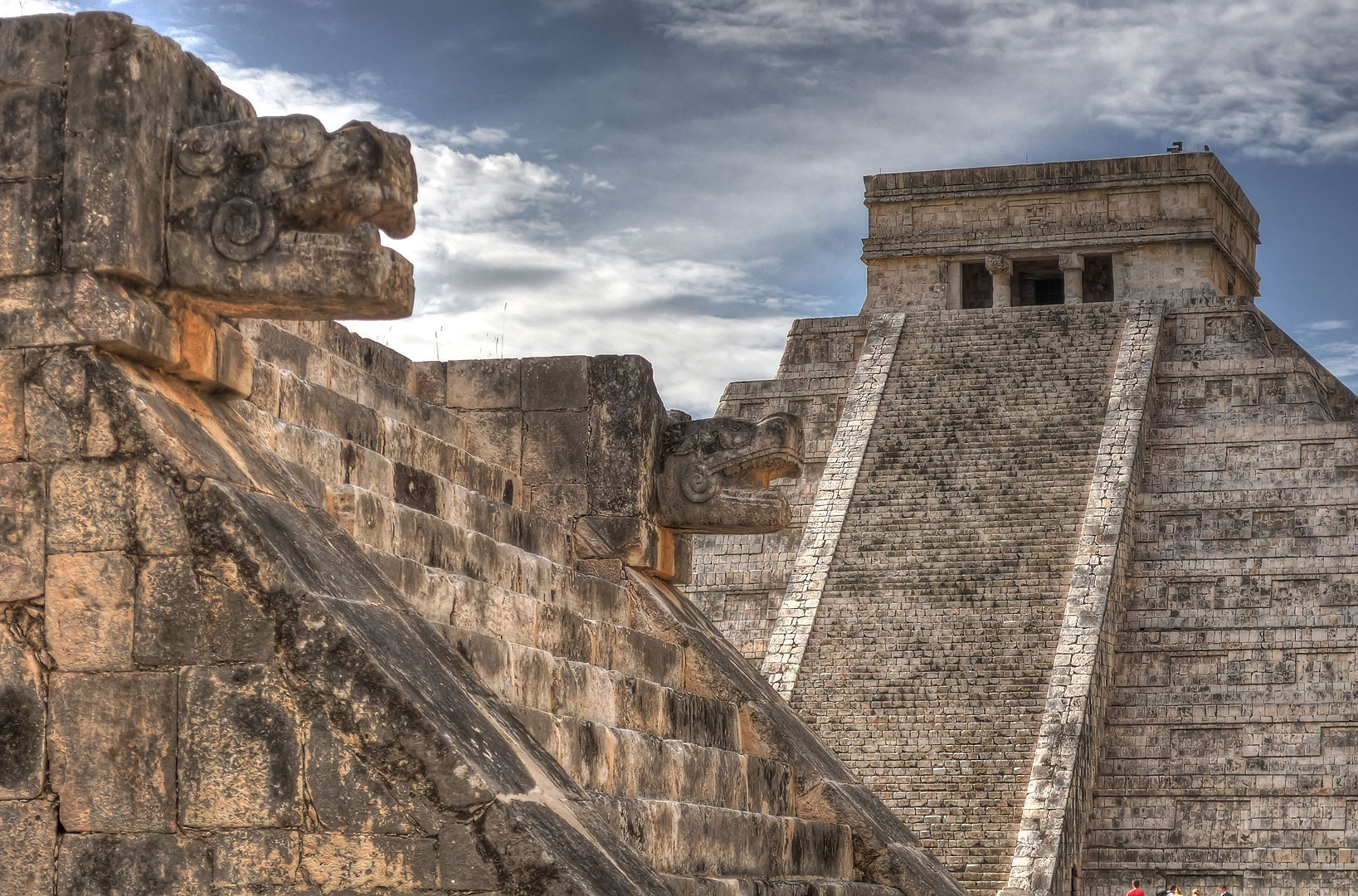
Ejemplo de arquitectura maya en Chichen Itza.

En la América precolombina se desarrollaron cientos de culturas y decenas de civilizaciones originales a lo largo de todo el continente. Las consideradas altas culturas precolombinas surgieron en Mesoamérica y los Andes Centrales. De norte a sur podemos nombrar las culturas anasazi, misisipiana, mexica, tolteca, teotihuacana, zapoteca, olmeca, maya, muisca, taironas, cañaris, moche, nazca, chimú, inca, tiahuanacota, entre otras. Todas ellas elaboraron complejos sistemas de organización política y social y son notables por sus tradiciones artísticas y sus religiones.
En el resto del continente el desarrollo cultural no fue menos importante, desarrollándose avanzados sistemas de gestión ambiental, como en el Amazonas, en el Beni e incluso en una de las primeras sociedades democráticas constitucionales, como Haudenosaunee (Confederación Iroquesa).
En los asentamientos humanos no alcanzaron un nivel cultural tan elevado como en las civilizaciones antes señaladas, en parte por su menor densidad de población y, sobre todo, por sus actividades seminómadas (caza de varios animales, etc.). Podemos citar entre los grupos étnicos preponderantes de Norteamérica a los yaquis, seris, apaches, mohicanos, navajos, cheyenes, algonquinos, esquimales, siux, etc.
Las civilizaciones americanas descubrieron e inventaron elementos culturales muy avanzados, como calendarios, complejos sistemas de mejoramiento genético, como el que generó el maíz y la papa, sistemas de construcción antisísmicos, así como un dominio en el trabajo de la piedra, sistemas de gestión ambiental de amplias zonas geográficas, sistemas de riego, nuevos sistemas de escritura, nuevos sistemas políticos y sociales, una avanzada metalurgia y producción textil.
Las civilizaciones precolombinas también inventaron la rueda, que no resultó de utilidad productiva debido en parte a las cordilleras y selvas donde se encontraban, pero fue utilizada para la fabricación de juguetes.
Otro de los elementos comunes de las culturas precolombinas que alcanzó un alto grado de desarrollo fue la edificación de templos y monumentos religiosos, siendo claros ejemplos las zonas arqueológicas de Caral, Chavín, Moche, Pachacámac, Tiahuanaco, Cusco, Machu Picchu y Nazca, en los Andes centrales; y Teotihuacán, el Templo Mayor (Tenochtitlán), el Tajín, Palenque, Tulum, Tikal, Chichén Itzá, Monte Albán, en Mesoamérica.

### Religión y política: unas sociedades teocráticas
La presencia de una fuerte conexión entre la religión y el poder político en las sociedades prehispánicas de América ha llevado a caracterizarlas como teocráticas. En ambas regiones, los líderes políticos eran considerados figuras divinas y desempeñaban un papel fundamental en los rituales religiosos y en la vida cotidiana de la sociedad.

Estas sociedades teocráticas ejercieron un profundo impacto en la vida de las comunidades precolombinas. La religión se convirtió en una herramienta de control social, ya que el liderazgo político y religioso se fusionaba en una sola figura. Además, los rituales religiosos y los sacrificios humanos, aunque moralmente desafiantes en el contexto moderno, cumplían un propósito importante en la concepción del mundo de estas civilizaciones, ya sea para garantizar el favor divino, renovar la energía vital o establecer un orden cósmico.

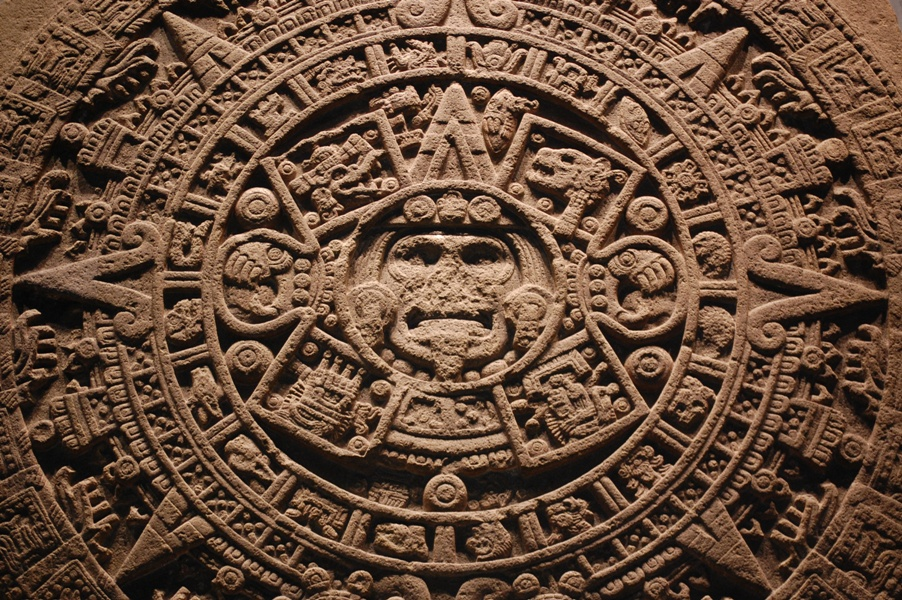
Piedra del Sol. Museo Nacional de Antropología, México.

### Arte precolombino

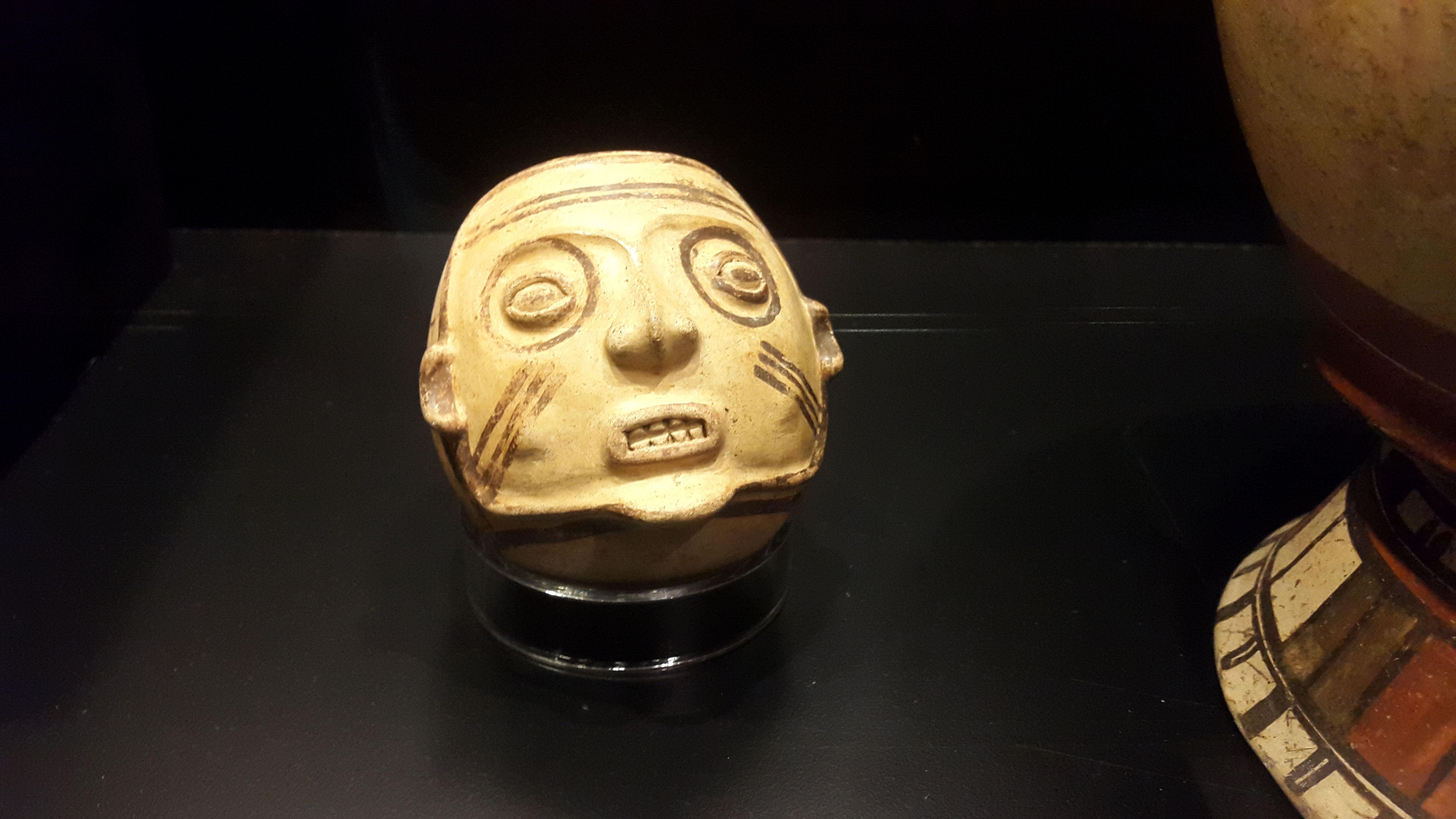
Escultura precolombina

Las civilizaciones prehispánicas se expresaron a través de realizaciones artísticas e intelectuales. Estas huellas de su existencia y arte incluye expresiones artísticas tales como: arte rupestre, cerámica, esculturas, pintura, arquitectura, metalista, arte textil, etc. Actualmente, las piezas de arte precolombino son consideradas reliquias de gran valor arqueológico, dado que representan las cosmovisiones de los pueblos originarios y permiten conocer e imaginar sus creencias, saberes, las formas de organización, rituales (funerarios, por ejemplo), cosmologías y las técnicas que estos pueblos desarrollaron antes de la llegada de las colonias europeas a los territorios americanos.

### Norteamérica
Se encuentra los inuits, tlingits, Haudenosaunee (Confederación Iroquesa) y la cultura misisipiana.

### Mesoamérica
En el territorio más septentrional de Mesoamérica se encuentran los anasazis, los pueblos, la cultura mogollón, las culturas hohokam, los chichimecas, los seris, los yaquis, los rarámuris, los kumiais, los nahuas (náhuatl; †nahuatlacas), los paquimés y los tepehuanes.En el territorio más meridional se encuentran civilizaciones altamente avanzadas como los olmecas, los toltecas, los mayas, los teotihuacanos, los aztecas, los zapotecos, los tarascos, los mixtecos, entre otros.

#### Religión, política y sociedad
En Mesoamérica, los aztecas establecieron una estructura teocrática en la que el gobernante, conocido como el tlatoani, se consideraba un intermediario entre los dioses y el pueblo. La práctica de sacrificios humanos era una parte integral de la cosmovisión azteca, ya que se creía que estos sacrificios eran necesarios para mantener el orden cósmico y aplacar a los dioses. Los sacerdotes aztecas, expertos en astronomía, medicina y augurios, desempeñaban un papel destacado en la sociedad y eran fundamentales en la interpretación de los mensajes divinos.

### Centroamérica y Caribe

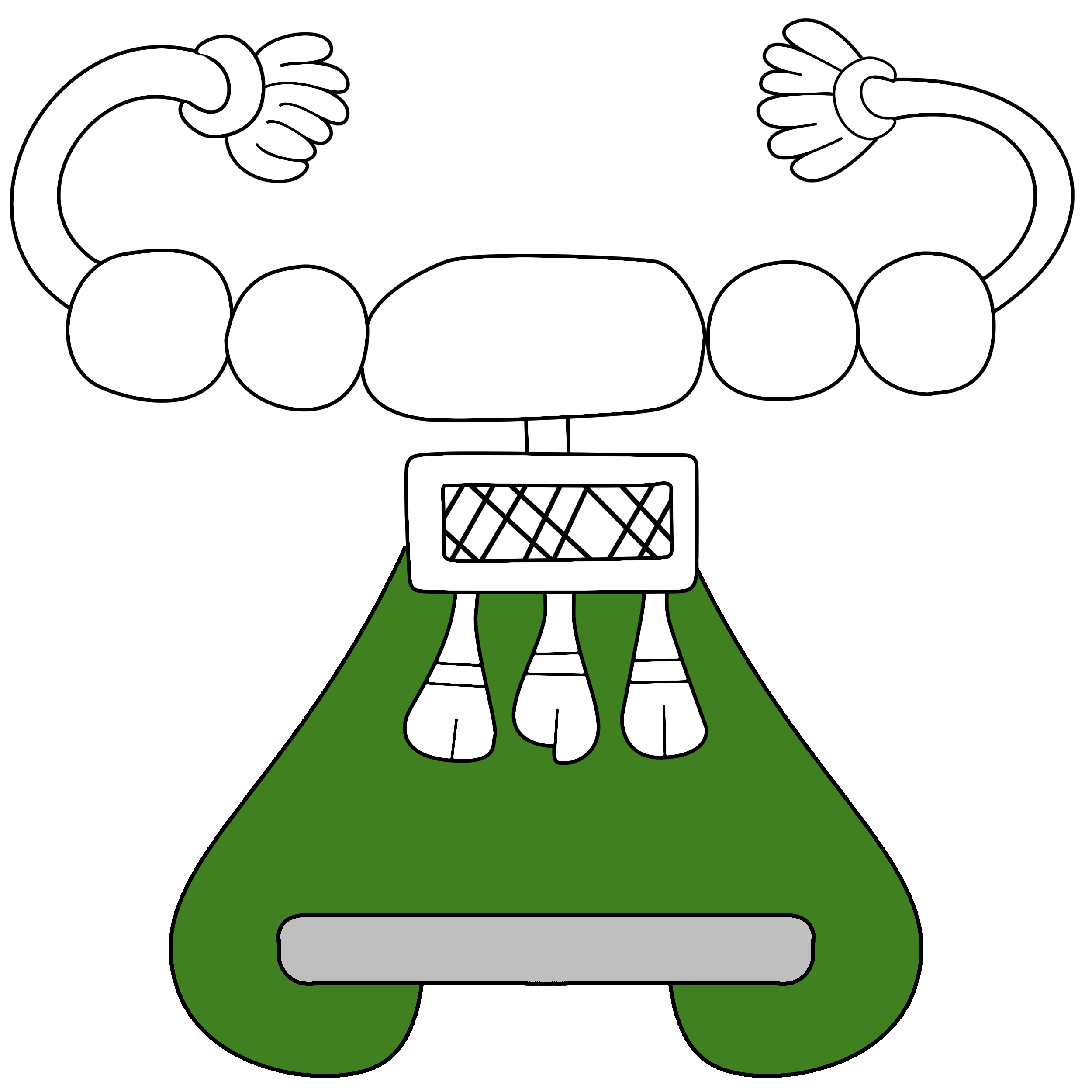
Escudo del reino de Cuzcatlán.

- El señorío de Cuzcatlán (en idioma náhuat kuskatan) fue una nación precolombina del período posclásico mesoamericano que se extendía desde el río Paz hasta el río Lempa (correspondiendo en la actualidad a la mayor parte de las zonas occidental y central de El Salvador). Esta nación era dominada por los señores de Kuskatan y cubría un territorio de aproximadamente 10 000 km².[26]
- Los lencas habitaron el centro de Honduras y el este de El Salvador. Los antepasados de este grupo construyeron urbes importantes durante el periodo Preclásico mesoamericano, ya que fueron puntos importantes de comercio entre el área mesoamericana e intermedia, tales como Los Naranjos y Yarumela. A partir del Periodo Clásico fundaron sitios como Tenampúa o Chalchuapa. Durante la conquista de América central, este pueblo decidió unirse para luchar contra los conquistadores españoles bajo el mando del cacique Lempira.
- Los taínos fueron un conjunto de pueblos originarios procedentes del actual territorio de Venezuela, aunque a lo largo de los siglos fueron poblando las distintas islas del arco antillano. Entre ellos se pueden distinguir entre los taínos clásicos y los taínos occidentales (o taínos-siboneyes).
- Los caribes, también llamados caríbales o galibi en algunos documentos históricos, denominaciones derivadas del protocaribe *karipona 'hombre(s)', fueron un conjunto de pueblos que, en el momento del contacto colombino en el siglo XVI, ocupaban el noreste de Venezuela y varias de las Antillas Menores. En las islas del Caribe desaparecieron como etnia independiente como consecuencia de la colonización europea, aunque en las Guayanas, Venezuela y Brasil continuaron dando lugar a los kali'ñas (galibis) modernos y otros pueblos.
- El territorio de Costa Rica estuvo ocupado por diversos pueblos aborígenes que reflejan el papel de puente cultural que tuvo el país: la cultura de Nicoya, en la actual provincia de Guanacaste, de influencia mesoamericana, se destacó por la calidad de la cerámica y la talla del jade; y dos culturas del Área Intermedia: la cultura de Línea Vieja-Huetar, que agrupó a varios grupos del Valle Central, el Pacífico central y el Caribe, como los huetares, suerres, pococes, bribris y cabécares, distinguidos principalmente por su trabajo en piedra, cerámica y oro; y la cultura del Diquís, en el Pacífico sur, que elaboraron las esferas de piedra y gran cantidad de trabajos metalúrgicos en oro.

### Andes Centrales: Perú y Bolivia

Machu Picchu es uno de los ejemplos más representativos de la arquitectura de la civilización inca.

Entre las principales civilizaciones prehispánicas en los Andes Centrales se encuentran los carales, los paracas, los nazcas, los moches, los tiahuanacotas, Chimú, la Confederación Muisca, cultura mollo, Imperio incaico entre otros. En el último tercio del siglo XV, el Imperio incaico, o en quechua conocido como Tawantinsuyu, se constituyó en el Estado indígena sudamericano más importante, extendiéndose por un territorio de unos dos millones de kilómetros cuadrados, ocupado por centenares de pueblos. Creó un nuevo orden de gobierno basado en una ideología solar, con una eficiencia económica, administrativa y militar inigualable en América prehispánica.
En su cúspide expansiva estuvo dividido en cuatro cuartos o suyus: el Chinchaysuyo (quechua Chinchaysuyu) por el norte de Perú y Ecuador; el Antisuyo (quechua Antisuyu) por el levante, abarcando parte del altiplano y la región de los moxitanos o los chunchos, en las yungas peruano-bolivianas; el Contisuyu (quechua Kuntisuyu) por el poniente costero del Pacífico de Perú. Finalmente, el Collasuyo (quechua Qullasuyu) austral, incluyendo partes de Bolivia, Chile y del norte andino de Argentina. En ese territorio dominaron centenares de pueblos o etnias, todas conectadas por más de 40000 km de redes viales conocidas como el Qhapaq Ñan (del quechua 'poderoso camino').

#### Religión, política y sociedad
Por otro lado, en los Andes, los incas también establecieron una sociedad teocrática. El Sapa Inca, o emperador, era considerado el hijo del sol y gobernaba con autoridad divina. La religión inca se centraba en la adoración de la naturaleza y los elementos, y se realizaban rituales y sacrificios para mantener el equilibrio y la armonía en la sociedad. Los sacerdotes incas, además de su papel religioso, tenían influencia en otros ámbitos, como la agricultura, y se les atribuía conocimientos avanzados en áreas como la arquitectura y la astronomía.

## Economía
La economía de las culturas más complejas socialmente se basaba en el cultivo de caraotas, o porotos en algunas partes, y calabaza o auyama en Mesoamérica; mientras que en el área andina se destacaban también el maíz, los frijoles y las calabazas así como tubérculos como la papa, y a pavos en el caso de América del Norte (México). En América del Sur, y más precisamente en el área Central Andina (cultura Inca), destacaron el cuy (conocidos como conejillos de Indias por los españoles), las llamas, una variedad de camélidos de la región andina que conformaban otra especie animal domesticada para transportar carga pueden cargar unos 40 kilos en los Andes, donde las necesidades de transporte de carga eran muy grandes. La alpaca se domesticó para la obtención de su abundante lana y carne, la cual siempre fue muy apreciada. En cambio, la vicuña y el guanaco eran especies semejantes a las llamas, aunque más pequeñas, pero que no se llegaron a domesticar y eran cazadas para la obtención de carne, lana y pieles. Todas estas especies de camélidos eran más bien escasas y siguen siéndolo, lo cual es una especie de paradoja, ya que todas las especies de camélidos existentes en el mundo proceden del continente americano y atravesaron el Estrecho de Bering hace casi 40 millones de años, en sentido inverso al de la migración mucho más reciente.

### Características comerciales
- Dinamizador económico: tanto en Mesoamérica como en los andes, la función comercial fue un dinamizador económico crucial, las redes comerciales alcanzaron un gran desarrollo y consiguieron prolongarse a grandes distancias. El intercambio de bienes y productos permitió el desarrollo de una economía diversa y próspera en ambas regiones, desempeñando un papel crucial en el desarrollo económico de las sociedades precolombinas. La creación de redes comerciales permitió el intercambio de bienes y productos entre diferentes regiones, fomentando el crecimiento económico y la diversificación de la producción. A través del comercio, se facilitaba la obtención de recursos naturales, alimentos y materias primas que no estaban disponibles en todas las regiones. Por ejemplo, en Mesoamérica, se intercambiaban productos como cacao, obsidiana y plumas preciosas, mientras que en los Andes se comerciaba con productos como la quinua, el maíz y la plata.

- Elemento integrador: el comercio permitió la integración cultural y social entre las diferentes regiones y grupos étnicos. A través del intercambio de bienes, se establecieron relaciones comerciales y se difundieron ideas, tecnologías y prácticas culturales. Contribuyendo a la formación de una identidad colectiva y a la creación de redes de comunicación y cooperación. Por ejemplo, en Mesoamérica, el comercio fomentó el intercambio de conocimientos en áreas como la agricultura, la arquitectura y la artesanía.

- Intercambio de bienes:  el comercio permitía el intercambio de productos entre diferentes regiones y culturas. Esto fomentaba la diversificación económica y permitía a las comunidades obtener productos que no estaban disponibles localmente. El comercio permitía el intercambio de productos entre diferentes regiones y culturas. Se comerciaba una amplia variedad de bienes, como , materias primas, artesanías, herramientas, armas, joyas, alimentos, textiles y cerámicas. Promoviendo la diversificación de las economías locales.

- Desarrollo de redes comerciales: el comercio contribuía a la creación de extensas redes comerciales que conectaban a diversas culturas y regiones. Estas redes promovían el contacto cultural, la difusión de conocimientos y la interacción entre las comunidades.. Estas redes podían abarcar grandes distancias y estar formadas por rutas terrestres y marítimas.

- Distribución de excedentes: el comercio facilitaba la distribución de los excedentes de producción. Las comunidades podían intercambiar sus excedentes agrícolas, artesanales o de otro tipo por bienes que necesitaban. Esto permitía el aprovechamiento eficiente de los recursos y contribuía a la estabilidad económica de las sociedades.

- Expresión de estatus y prestigio: algunos productos de lujo adquirían un valor simbólico y se utilizaban para demostrar estatus y prestigio dentro de la sociedad, como ciertos tipos de cerámica fina, textiles elaborados o joyas exquisitas, adquirían un valor simbólico y se utilizaban para expresar estatus y prestigio dentro de la sociedad. El comercio de estos productos de lujo permitía a las élites demostrar su poder económico y social

- Circulación de ideas y conocimientos: a través del comercio, también se difundían ideas, tecnologías y conocimientos entre diferentes culturas. Esto permitía la adopción y la mejora de técnicas agrícolas, métodos de producción, sistemas de escritura y avances en la arquitectura. y los métodos de producción de cerámica.

El comercio desempeñó un papel importante en ambas regiones. En Mesoamérica, los aztecas establecieron una red comercial extensa, utilizando un sistema de trueque y tributos. En los Andes, los incas también tenían una economía basada en el intercambio de bienes y la redistribución centralizada.

### Tecnología y contactos a larga distancia
La ausencia de animales de carga, la ausencia de ríos navegables de importancia así como la configuración predominantemente norte-sur del continente americano dificultaron la integración de amplias áreas del continente en estados extensos y limitó los contactos entre las diferentes culturas surgidas.
En Eurasia algunas de las principales culturas agrícolas (Mesopotamia, Antiguo Egipto y China) surgieron en las cuencas de grandes ríos, y los primeros estados importantes estuvieron ligados a la construcción cooperativa a gran escala de grandes obras hidráulicas. Esto contrasta con el desarrollo agrícola y de los primeros estados en América, que en general no estuvieron ligados a las grandes cuencas fluviales.
Por otra parte, la llegada del hombre a América supuso extinciones masivas de animales de tamaño grande y mediano debido a la caza excesiva. Eso dificultaría la domesticación de animales que pudieran ayudar a la agricultura y el transporte de largas distancias en épocas posteriores. En la región andina se domesticó la llama, pero en modo alguno pudo hacerse de ella un uso similar al que se hizo en Eurasia del burro o el caballo.
Finalmente, Eurasia es un continente cuya dimensión principal va de este a oeste, y esto permitía que los desarrollos tecnológicos en una cierta latitud generalmente se difundieran a grandes distancias sobre la misma latitud, al existir climas similares. En cambio, en América el clima varía de manera importante al extenderse de norte a sur, por lo que las adaptaciones particulares de pueblos en ciertas latitudes podían no ser útiles para los pueblos de otra latitud diferente.